# Waitin’ for the Night
Waitin' for the Night – trzeci album studyjny zespołu rockowego The Runaways, wydany w październiku 1977 roku. Jest to pierwszy album grupy jako kwartetu. Gitarzystka rytmiczna Joan Jett przejęła obowiązki wokalistki po odejściu dotychczasowej frontwoman zespołu, Cherie Currie, na rzecz kariery solowej. Na miejsce basistki Jackie Fox do zespołu przyjęto Vicki Blue. 
Płyta nie zdobyła żadnego uznania w Stanach Zjednoczonych, gdzie nawet nie pojawiła się na notowaniach list przebojów, jednak osiągnęła sukces w Europie. Album pojawił się na 34 miejscu szwedzkiej listy przebojów, a główny singel "School Days" osiągnął 29 miejsce belgijskiej listy przebojów.

## Lista utworów
| Lp. | Tytuł                   | Muzyka i tekst           | Czas |
| --- | ----------------------- | ------------------------ | ---- |
| 1   | "Little Sister"         | Joan Jett, Inger Asten   | 3:04 |
| 2   | "Wasted"                | Jett, Kim Fowley         | 3:24 |
| 3   | "Gotta Get Out Tonight" | Jett                     | 3:31 |
| 4   | "Wait For Me"           | Jett                     | 4:53 |
| 5   | "Fantasies"             | Lita Ford                | 5:36 |
| 6   | "School Days"           | Jett, Fowley             | 2:53 |
| 7   | "Trash Can Murders"     | Ford                     | 3:27 |
| 8   | "Don't Go Away"         | Jett                     | 3:18 |
| 9   | "Waitin' for the Night" | Jett, Fowley, Kari Krome | 5:02 |
| 10  | "You're Too Possessive" | Jett                     | 4:06 |

## Wykonawcy
Zespół
- Joan Jett - śpiew, wokal wspomagający, gitara rytmiczna
- Lita Ford - gitara prowadząca, wokal wspomagający
- Vicki Blue - gitara basowa, wokal wspomagający
- Sandy West - perkusja, wokal wspomagający

Produkcja
- Kim Fowley - producent
- Taavi Mote - inżynier dźwięku
- Sherry Klein[7] - asystujący inżynier dźwięku